# Кедман, Михаэль
Михаэль Ашаки Кедман (англ. Michael Ashaki Kedman; 16 декабря 1996, Лондон, Англия) — английский и тринидадский футболист, защитник клуба «Хавант энд Уотерлувилл».

## Карьера

### Клубная
Занимался в академиях «Челси» и «Вест Хэм Юнайтед», играл за молодежную команду «Шеффилд Юнайтед». После выступлений в низших лигах Бельгии, Испании и Англии, в 2020 году защитник провел несколько матчей за клуб элитной исландской Избранной лиги «Филкир». Через два года футболист вернулся выступать в эту страну.

### В сборной
В конце мая 2022 года Михаэль Кедман получил вызов в сборную Тринидада и Тобаго. Дебют за нее состоялся 3 июня в гостевом матче Лиги наций КОНКАКАФ против Никарагуа (1:2): на 81-й минуте матча защитник вышел на замену вместо Шелдона Бато.